# Віко-нель-Лаціо
Віко-нель-Лаціо (італ. Vico nel Lazio) — муніципалітет в Італії, у регіоні Лаціо,  провінція Фрозіноне.
Віко-нель-Лаціо розташоване на відстані близько 75 км на схід від Рима, 17 км на північ від Фрозіноне.
Населення — 2249 осіб (2014).
Покровитель — святий Юрій.

## Демографія
Населення за роками:

Станом на 1 січня 2023 року в муніципалітеті офіційно проживало 106 іноземців з 18 країн, серед них 51 громадянин країн Євросоюзу та 3 громадяни України.

## Сусідні муніципалітети
- Алатрі
- Коллепардо
- Гуарчино
- Морино